# 尚皮尼勒塞克
尚皮尼勒塞克（法語：Champigny-le-Sec）是法国新阿基坦大区维埃纳省的一个旧市镇，属于普瓦捷区。2017年，尚皮尼勒塞克与市镇勒罗什罗合并为新市镇尚皮尼昂罗什罗，尚皮尼勒塞克为新市镇行政中心。

## 地理
尚皮尼勒塞克（46°42'55"N, 0°9'17"E）面积24.31 平方千米，位于法国新阿基坦大区维埃纳省，该省份为法国中西部省份，北起曼恩-卢瓦尔省和安德尔-卢瓦尔省，西接德塞夫勒省，南至夏朗德省，东南接上维埃纳省，东临安德尔省。
与尚皮尼勒塞克接壤的市镇（或旧市镇、城区）包括：昂贝尔、布拉莱、沙赖、屈翁、勒罗什罗、武扎耶。

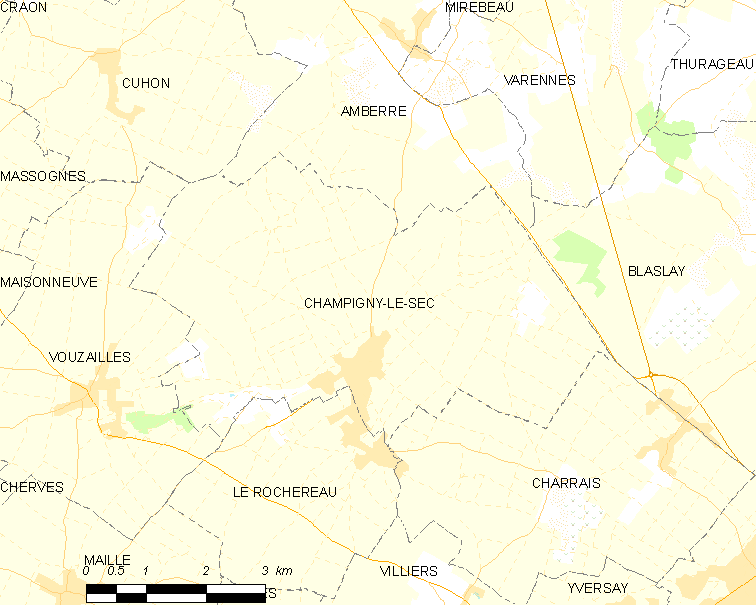
尚皮尼勒塞克的OSM定位图

尚皮尼勒塞克的时区为UTC+01:00、UTC+02:00（夏令时）。

## 行政
尚皮尼勒塞克的邮政编码为86170，INSEE市镇编码为86053。

## 政治
尚皮尼勒塞克所属的省级选区为米涅-欧桑斯县。

## 人口

1962-2008年间尚皮尼勒塞克人口变化图示

尚皮尼勒塞克于2018年1月1日时的人口数量为1105人。